# Élections parlementaires chiliennes de 2013
Les élections parlementaires chiliennes de 2013 se sont déroulées le dimanche 17 novembre 2013 en même temps que l'élection présidentielle chilienne de 2013. Elles ont renouvelé les deux chambres du Congrès national : le Sénat et la Chambre des députés.

## Système électoral
Le Congrès national est composé d'une chambre basse, la Chambre des députés, et d'une chambre haute, le Sénat. Toutes deux sont renouvelées entièrement ou en partie lors des élections parlementaires, tous les quatre ans.
La Chambre des députés du Chili est composée de 120 députés élus pour quatre ans au scrutin binominal majoritaire à un tour dans 60 circonscriptions à raisons de deux sièges par circonscriptions. 
Le Sénat du Chili est composé de 38 sénateurs élus pour huit ans et renouvelable par moitié au scrutin binominal majoritaire à un tour dans 19 circonscriptions électorales correspondants en partie aux régions du Chili. Sept régions forment des circonscriptions comportant deux sièges, et les six autres sont divisées en deux circonscriptions de deux sièges également.
Il s'agit dans les deux cas d'un scrutin binominal : si la liste d'un parti recueille plus de 2/3 des suffrages valables, le parti a droit aux deux sièges de la circonscription; s'il en obtient moins des 2/3, il a droit à un siège et le parti qui arrive en deuxième position se voit attribuer le second. Ce système pousse à la recherche de consensus entre les partis.
Le vote n'est pas obligatoire.

## Résultats
Sur les 120 sièges du Parlement, 68 vont à la Nouvelle Majorité contre 48 à l'Alliance de madame Matthei, trois à des candidats indépendants et un siège au parti Si tú quieres, Chile cambia.
Par ailleurs, sur les 18 sièges à renouveler au Sénat, 12 vont à la Nouvelle Majorité contre 7 à l'Alliance et un à un indépendant.
Cette configuration prive, selon qui est élue, la future présidente soit d'une majorité parlementaire, soit d'une majorité qualifiée de 2/3 nécessaire pour changer la Constitution ainsi que le souhaite Michelle Bachelet.